# Newtown (Sydney)
Newtown – geograficzna nazwa dzielnicy (przedmieścia), położonej na terenie samorządu lokalnego City of Sydney i Marrickville, wchodzących w skład aglomeracji Sydney, w stanie Nowa Południowa Walia, w Australii.

## Galeria

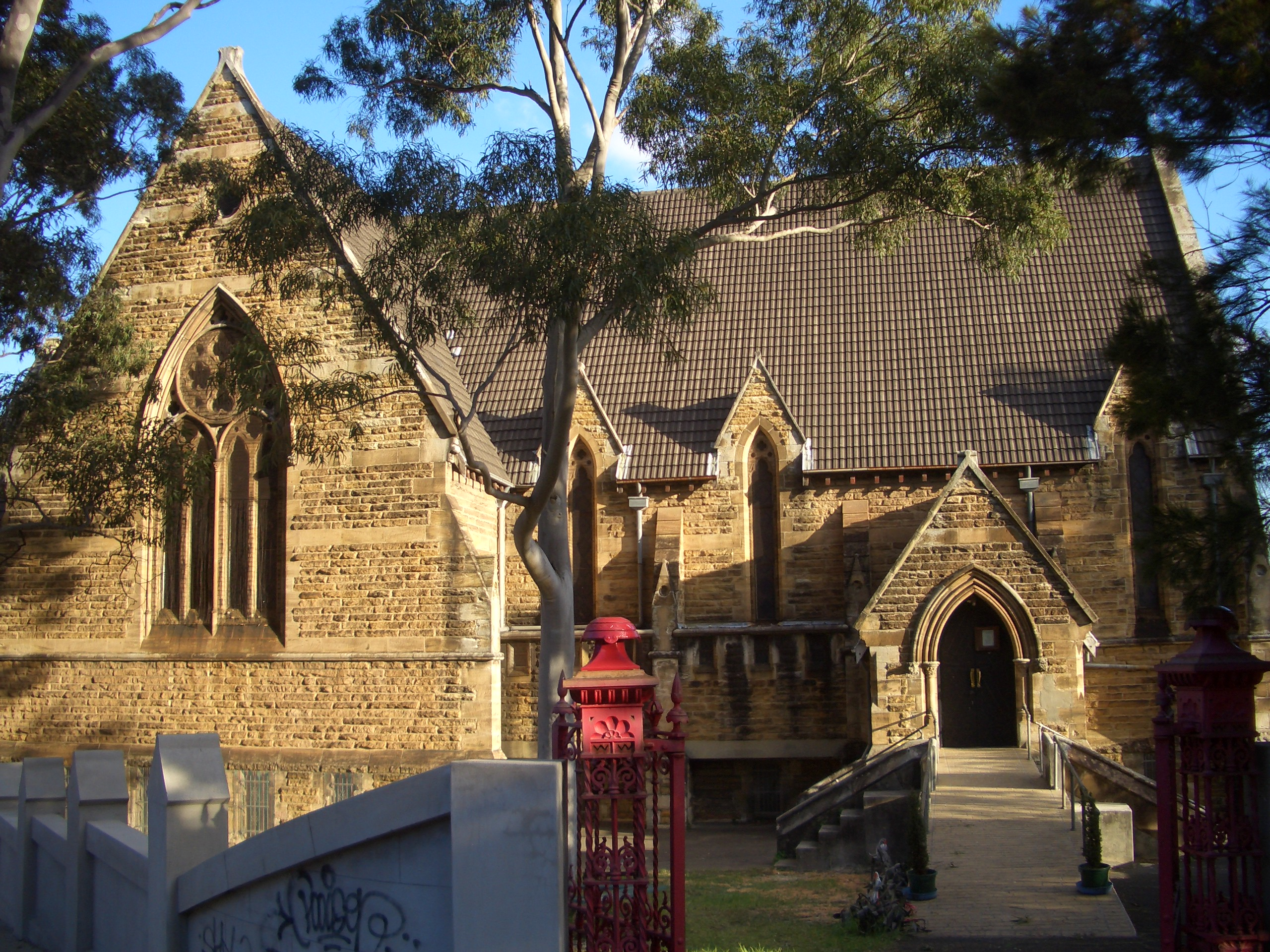
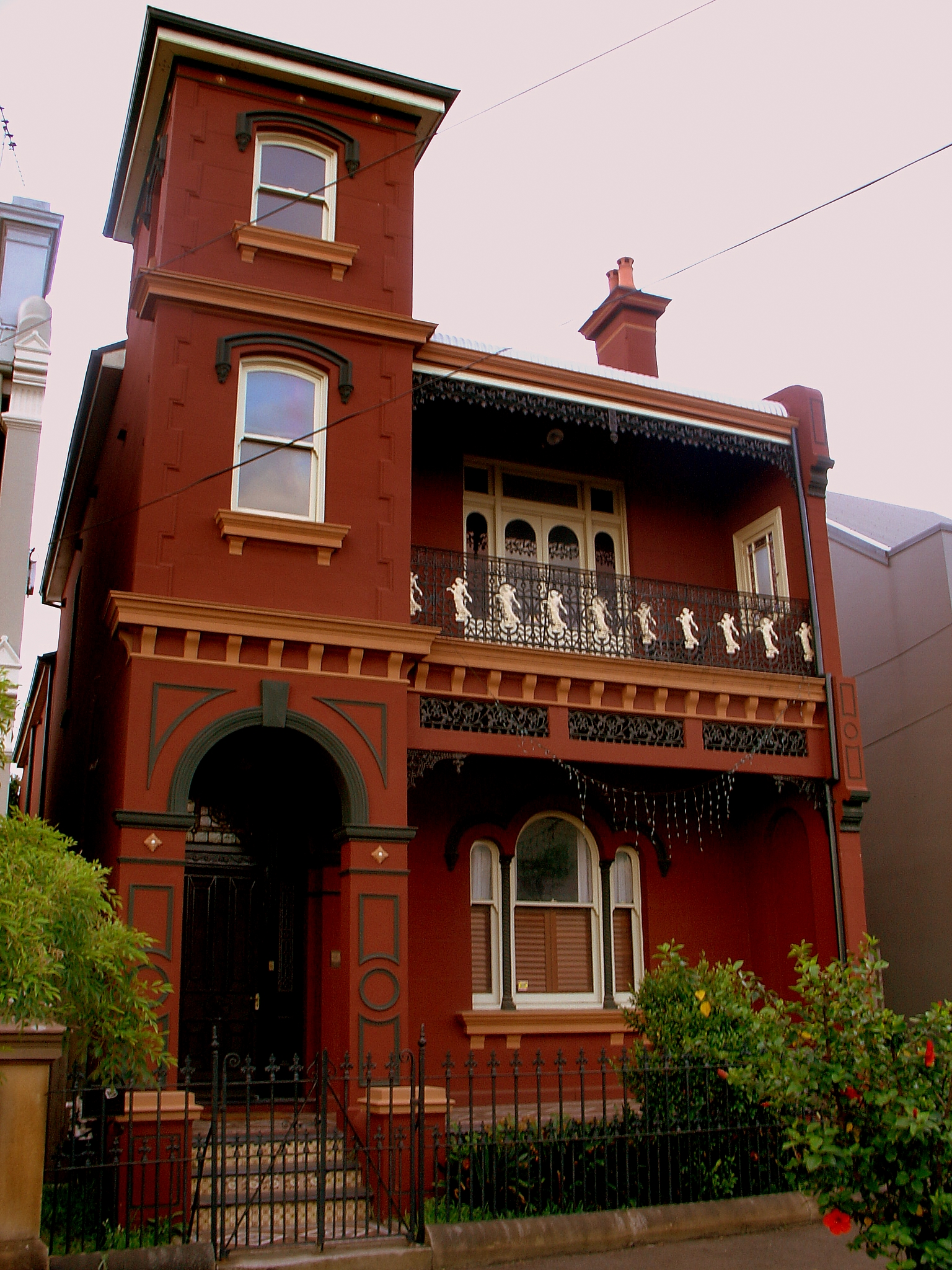
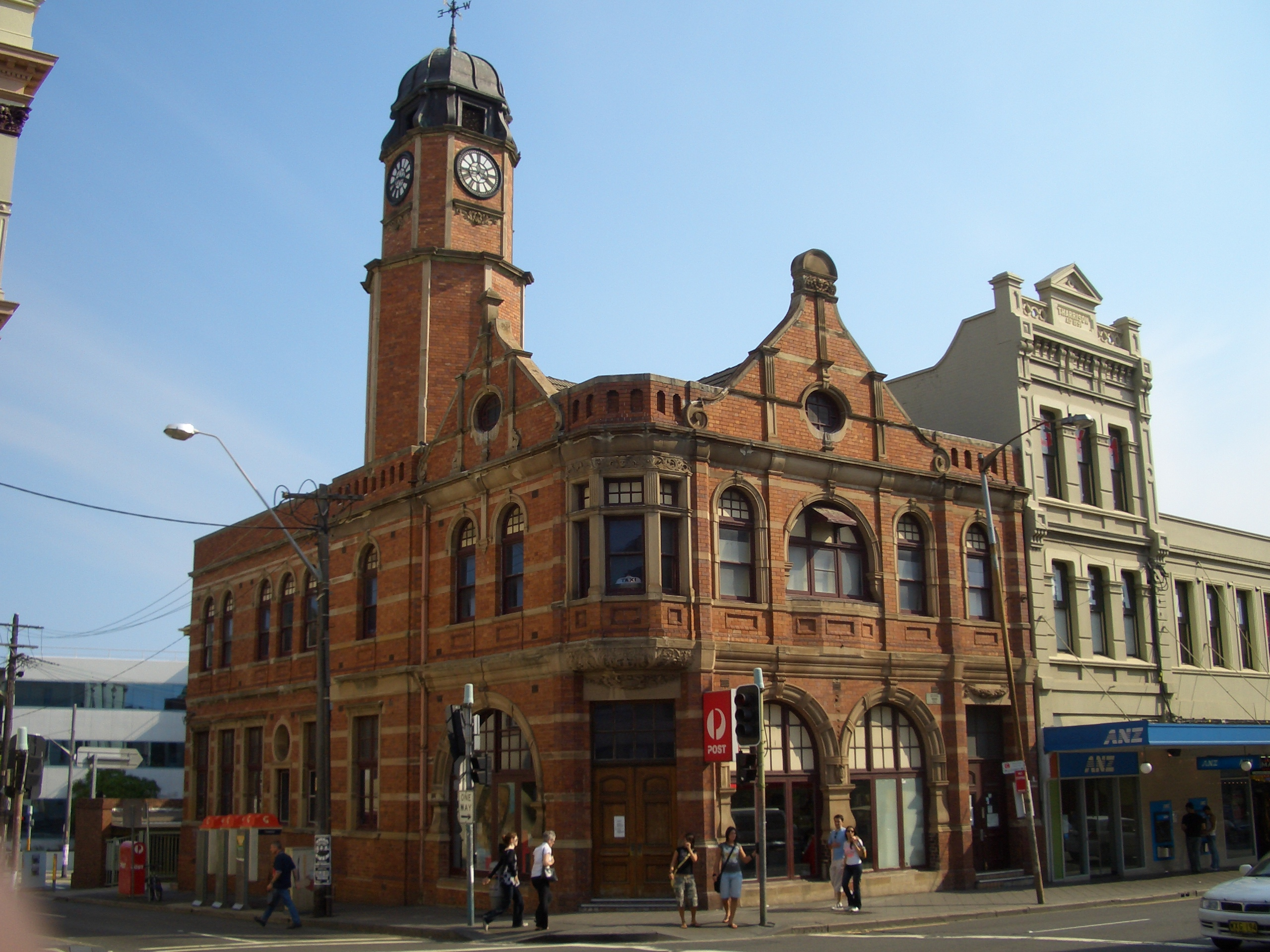